# Comisión de Obras Públicas, Transportes y Telecomunicaciones de la Cámara de Diputados de Chile
La Comisión Permanente de Obras Públicas, Transportes y Telecomunicaciones en Chile, corresponde a una de las comisiones permanentes de la Cámara de Diputados de Chile, en la cual, una serie de Diputados formulan proyectos de ley referentes al tema del cual trata la comisión, en este caso Obras Públicas, Transporte y Telecomunicaciones, para luego ser presentados en la sesión plenaria de la Cámara correspondiente para su aprobación o rechazo de todos los Diputados, que en Chile suman 155 escaños en la actualidad.
Las comisiones permanentes existen desde 1840, fecha en que se crean dichos órganos al interior del Congreso Nacional, con el fin de acelerar los proyectos de ley y mejorar la gestión de los parlamentarios.
Estas materias estuvieron insertas en la Comisión Permanente de Hacienda, la cual se denominaba Comisión de Hacienda e Industrias. A partir de 1903 se crea la Comisión de Industria y Obras Públicas, nombre que mantiene hasta la suspensión del régimen democrático, en 1973. En el primer Congreso desde el retorno a la democracia, en 1990, adopta el nombre de Comisión de Obras Públicas, Transportes y Telecomunicaciones. 
La convocatoria a sesión debe ser realizada por los respectivos presidentes de las Comisiones.
Todas las Comisiones Permanentes son grupos de trabajo integrados por 5 senadores o 13 diputados cuya función es permitir el estudio detallado de los proyectos de ley y demás materias sometidas a conocimiento de la Cámara correspondientes, usualmente se recibe la opinión de expertos en la materia de que se trate y se ofrecen audiencias a organizaciones de la sociedad civil interesadas en el tema.

## Composición actual
En el LVI periodo legislativo del Congreso Nacional de Chile (2022-2026) la comisión está presidida por Andrés Jouannet Valderrama (Ind-PR) para el período 2022-2023 e integrada por otros 12 diputados:
- René Alinco Bustos (Ind-PPD)
- Sergio Bobadilla Muñoz (UDI)
- Félix Bugueño Sotelo (FREVS)
- Felipe Camaño Cárdenas (Ind-PDC)
- José Miguel Castro Bascuñán (RN)
- Juan Antonio Coloma Álamos (UDI)
- Mauro González Villarroel (RN)
- Juan Eduardo Irarrázaval (PRCh)
- Cosme Mellado Pino (PR)
- Jaime Mulet Martínez (FREVS)
- Emilia Nuyado Ancapichún (PS)
- Mauricio Ojeda Rebolledo (Ind-PRCh)
- Jaime Sáez Quiroz (RD)